# Giuseppe Lelj
Giuseppe Lelj – detto Beppe – (Roseto degli Abruzzi, 21 novembre 1952) è un dirigente sportivo, allenatore di calcio ed ex calciatore italiano, di ruolo difensore.

## Biografia
Ha un figlio, Tommaso, divenuto a sua volta un calciatore nel ruolo di centrocampista.

## Carriera

### Giocatore
Cresciuto nel settore giovanile del Giulianova, esordisce in prima squadra nella stagione 1972-1973; sempre coi giallorossi disputa da titolare il campionato di Serie C 1973-1974.
Nell'estate seguente viene acquistato dalla Fiorentina, e coi viola gioca nella stagione 1974-1975 15 incontri in campionato; contribuisce inoltre alla vittoria in Coppa Italia, nonostante nella finale dell'Olimpico contro il Milan, subentrato a inizio ripresa a Beatrice, abbandoni il campo dopo un solo minuto per infortunio. A fine stagione viene ceduto alla Sampdoria, ma anche a Genova, complice una lunga serie di infortuni, non riesce a imporsi disputando solo 13 incontri.
Viene quindi ceduto al L.R. Vicenza, dove diventa uno dei protagonisti della squadra che conquista la promozione in A nella stagione 1976-1977 e quindi un inatteso secondo posto in Serie A nel campionato 1977-1978. Nelle due stagioni Lelj disputa tutte le 68 partite di campionato nel ruolo di terzino destro. È qui che viene soprannominato "roccia d'Abruzzo" per le sue grandi doti in marcatura e realizza la sua prima rete in massima serie, quella decisiva per la vittoria esterna contro il Pescara.
Nell'estate 1978, postosi all'attenzione dei club più blasonati, torna alla Fiorentina, dove resta per due stagioni. Nell'autunno 1980 viene ceduto al Perugia, dove l'annata si chiude con la retrocessione in Serie B degli umbri. Si riscatta l'anno dopo, quando nelle file del Verona si aggiudica il campionato di Serie B 1981-1982; quindi passa alla Reggiana, dove disputa solamente 10 incontri della stagione 1982-1983 prima di abbandonare la carriera agonistica con all'attivo 122 presenze e 2 reti in Serie A e 72 presenze in Serie B.

### Dopo il ritiro
Alla fine degli anni 80 allena le giovanili del Vicenza, per poi continuare la sua carriera da allenatore nei dilettanti del Veneto guidando il Rosà, il Nove, il Camisano, il Malo e altre compagini. Riveste la carica di presidente della Nobile Provinciale, associazione di tifosi biancorossi che vuole introdurre l'azionariato popolare nella società calcistica vicentina.
Da diversi anni Lelj è uno dei commentatori sportivi della trasmissione Diretta biancorossa dell'emittente TVA Vicenza, che segue le partite del principale club cittadino.

## Palmarès

### Giocatore
- Coppa Italia: 1

Fiorentina: 1974-1975
- Campionato italiano di Serie B: 2

Lanerossi Vicenza: 1976-1977
Verona: 1981-1982